# طارق مصطفى
2023- البنك الأهلي
طارق مصطفى لاعب نادي الزمالك المصري ومنتخب مصر سابقا والمدرب الحالي لنادي البنك الاهلى، هو واحد من نجوم نادي الزمالك وأحد نجوم المنتخب المصري في التسعينات والفائز بـ كأس الأمم الأفريقية 1998 والتي شهدت تسجيله لهدف رائع بنهائي البطولة وانتزع مكانه بين المدربين الشباب المميزين في الكرة المصرية في الفترة الأخيرة ويعتبر المدرب الراحل محمود الجوهري هو الأب الروحي له وصاحب الفضل عليه في شهرته وانضمامه أيضًا للمنتخب المصري.

## مسيرته الكروية

### مع الأندية
لعب للعديد من الأندية المصرية في فترة التسعينات ومنها نادي الزمالك وفاز معه بالبطولات، ثم خاض تجربة احتراف حينما لعب لنادي نوشاتل زاماكس ثم أنقرة غوجو، ثم عاد للدوري المصري من جديد من بوابة نادي الإسماعيلي.

### مع المنتخب
كانت بداياته مع المنتخب في التصفيات الإفريقية المؤهلة لكأس العالم 1998 أمام المنتخب الناميبي وانتهت المباراة بفوز المنتخب المصري بسبعة أهداف مقابل هدف. ويعتبر من اللاعبين الذين لم ينسوا في تاريخ الكرة المصرية لهدفه الشهير في مرمى جنوب أفريقيا في اللقاء النهائي الذي جمع بينه وبين المنتخب المصري في نهائي بطولة الأمم الأفريقية عام 1998م وحصلت مصر على اللقب بعد غياب 12 عامًا عن التتويج بهذا اللقب.

## مسيرته التدريبية

### بداياته
كانت بداياته في الدوري المصري مع العديد من الفرق المصرية، وعمل مساعدًا مع طارق يحيى أثناء تدريبه لفريقي الإنتاج الحربي ومصر للمقاصة، ثم انتقل معه إلى الدوري السعودي لتدريب فريق هجر مع جهاز مصري خالص يضم طارق يحيي مديرًا فنيًّا وطارق مصطفى مدربًا مساعدًا وخالد عبد الله مدرب لحراس المرمي.

### الدفاع الجديدي
كان مساعدًا أيضًا لحسن شحاتة أثناء تدريبه لفريق الدفاع الحسني الجديدي المغربي قبل أن يتولى هو القيادة الفنية للفريق موسم 2014–2015 ، وفترة تدريبه للدفاع الجديدي فترة هامة للغاية، استطاع أن يحقق نتائج طيبة وعمل اسم هناك، وتوِّج كأحسن مدرب بالمغرب لمرتين.
ولكنه انسحب من تدريب الفريق لعدم تنفيذ شروطه ؛ حيث اشترط قبل التجديد توفير مستحقات اللاعبين والجهاز في غضون ثلاثة أشهر وهو الأمر الذي لم يتحقق، ولذا انسحب على الفور.

### الزمالك
عاد من جديد إلى الدوري المصري ووضع مهمة تدريب نادي الزمالك نصب عينيه، وفي 21 نوفمبر 2015 استقر مجلس إدارة النادي على اختياره لتولي منصب المدرب العام في الجهاز الفني الجديد. وفي 29 ديسمبر 2015 تقدم باستقالته من منصبه ؛ في ظل الانتقادات التي وجهت له.

### العروبة
في 22 يوليو 2016 وصل إلى الإمارات لتسلم مهمته الجديدة مدربًا للفريق الأول لكرة القدم بنادي العروبة، وحصل على لقب أفضل مدرب ضمن منافسات الجولة الثانية بدوري الدرجة الثانية الإماراتي، وذلك بعدما قاد الفريق \لتحقيق فوز كاسح على العربي بعشرة أهداف دون مقابل، وقاد فريق العروبة في ذلك الموسم لتحقيق أفضل انطلاقة في تاريخ مشاركاته ببطولة كأس رئيس دولة الإمارات، بعدما حقق 5 انتصارات متتالية بدور المجموعات.

في 20 مارس 2017 تقدم باستقالته من تدريب الفريق؛ بسبب سوء نتائج الفريق. ورحل عن الفريق بسبب عدة أمور ؛ فالعروبة كان يحتل المركز الخامس ومن الصعب منافسته على المراكز الأولى بسبب رحيل 4 لاعبين من القوام الأساسي له، ولكنه استفاد كثيرًا من هذه التجربة، حيث صنع اسمًا بالإمارات كمدرب مصري جدير بتدريب أي نادٍ، وقد رحل عن العروبة قبل نهاية الموسم بأسابيع قليلة جدًّا، وهذا لم يحدث من قبل لأنه يتم تغيير المدربين كل مباراتين أو ثلاث.

### الفجيرة
بعدما صنع اسمًا جيدًا في الإمارات بعد تدريب العروبة وتحقيق نتائج طيبة سواء الأداء أو النتيجة، لذا كان واثقًا من العودة مرة أخرى للتدريب في الإمارات، خاصة أن اسمه ظهر بقوة ولفت أنظار الجميع بالإمارات.

وفي 09 أبريل 2017 قررت إدارة نادي الفجيرة الذي ينافس في دوري الدرجة الثانية الإماراتي وقتها تعيينه مديرًا فنيًّا للفريق، وكان الفريق بالمركز الثالث وقتها ويتبقى 3 مباريات فقط على نهاية الموسم، ولكنه لم يستطع التأهل بسبب خسارته للثلاث مباريات وانتهى موسم الفريق بالمركز الرابع في دوري الثانية، وأعلن النادي بأنه لن يتم التجديد له حتى ينتهي عقده بنهاية الموسم.

### البنك الاهلي
وفي يوم 31 اكتوبر 2023 تولي تدريب البنك الاهلي بعد مكالمه جمعت بين وكيلة و رائيس نادي البنك الاهلي

## الإنجازات

#### كلاعب
الزمالك
- كأس مصر (1) : 1999
- دوري أبطال إفريقيا (1) : 1996
- كأس السوبر الإفريقي (1) : 1997
- الكأس الأفروآسيوية للأندية (1) : 1997

 مصر
- كأس أمم إفريقيا (1) : 1998

## روابط خارجية
- طارق مصطفى على موقع الاتحاد الدولي (مؤرشف)  (الإنجليزية)
- طارق مصطفى على موقع اتحاد تركيا (لاعب) (الإنجليزية)
- طارق مصطفى على موقع قاعدة بيانات كرة القدم.إي يو (الإنجليزية)
- طارق مصطفى على موقع ناشيونال فوتبول تيمز (الإنجليزية)
- طارق مصطفى على موقع عالم كرة القدم.نت (الإنجليزية)
- طارق مصطفى على موقع كووورة